# Локомотив (стадион, Симферополь)
Республиканский спортивный комплекс «Локомотив» — мультиспортивный стадион в Симферополе. Расположен на улице Пушкина, 46. Вмещает 19 978 зрителей. Является крупнейшим стадионом на территории Крыма.
С момента постройки стадиона в 1967 году и до 2014 года «Локомотив» являлся домашней ареной для местного футбольного клуба «Таврия». На данный момент на стадионе играет клуб Премьер-лиги Крымского футбольного союза «ТСК-Таврия».

## История

### Советский период
К 1939 году относится начало работ по возведению у симферопольского паровозного депо стадиона «Локомотив» при ЦК союза железнодорожников Юга. На новой арене вместимостью в 3 тысячи зрителей было оборудовано 8 площадок, душ и раздевалки.
В мае 1956 года был сдан стадион Таврического военного округа, имевший вместимость в 11 тысяч зрителей. Сооружением арены занимались сами военные. В частности это было подразделение офицера В. Салохина под руководством офицера М. Хабибулина и главного инженера И. Гарбуза. Комплекс тогда включал футбольное поле с полным спортивным сектором, трибуны, спортивные площадки и тренировочное поле. К стадиону были оборудованы подъезды со стороны улиц Пушкина, Кирова (площадь Колхозного рынка) и Желябова, а также парковка для автомобилей.
В 1965 году было положено начало строительства нынешнего стадиона «Локомотив» по проекту архитектора Анатолия Михайловича Крамаренко. В его возведении участвовали 600 человек. Поскольку стадион предназначался для приёма игр самого высокого уровня, то его вместимость была запроектирована на 25 тысяч мест. При этом сотрудники крымского филиала «Гипрограда» предусмотрели орошение газона через специальную систему полива, чего не было тогда ни на одного другом стадионе в СССР. Также был выстроен спортзал на 1100 мест, вспомогательные помещения (раздевалки, душевые, комнаты для судей), гостевая трибуна с будкой для комментаторов, помещение для организации телевизионных трансляций, радиоузел, световое табло, а также четыре мачты освещения с 40 проекторами.
21 апреля 1967 года была введена в строй первая очередь стадиона и была приурочена к дню рождению В. И. Ленина. Первый матч на новой арене состоялся 23 апреля 1967 года между «Таврией» и днепропетровским «Днепром» (0:2).
В 1981 году вместимость арены была увеличена до 40 тысяч мест, а само сооружение стало именоваться Республиканским спортивным комплексом «Локомотив».
Стадион был одним из двух стадионов в Украинской ССР, где свои матчи проводила сборная СССР. Кроме того, некоторые международные матчи проводили киевское «Динамо», московские «Торпедо» и «Спартак».

### Матчи сборной СССР, сыгранные на стадионе
| 28 марта 1979                        | \| СССР \| 3:1 (2:1) \| Болгария \| \| Блохин 5′, Шенгелия 7′, Гаврилов 83′ \| Голы \| Панов 30′ \| | Стадион: Локомотив, Симферополь Зрителей: 25 000 Судья: Александер Суханек |
| СССР                                 | 3:1 (2:1)                                                                                           | Болгария                                                                   |
| Блохин 5′, Шенгелия 7′, Гаврилов 83′ | Голы                                                                                                | Панов 30′                                                                  |

| 29 октября 1986                                                 | \| СССР \| 4:0 (3:0) \| Норвегия \| \| Литовченко 26′, Беланов 28′ (пен.), Блохин 33′, Хидиятуллин 54′ \| Голы \| \| | Стадион: Локомотив, Симферополь Зрителей: 26 314 Судья: Говард Кинг |
| СССР                                                            | 4:0 (3:0) | Норвегия                                                            |
| Литовченко 26′, Беланов 28′ (пен.), Блохин 33′, Хидиятуллин 54′ | Голы |                                                                     |

| 28 октября 1987           | \| СССР \| 2:0 (1:0) \| Исландия \| \| Беланов 15′, Протасов 52′ \| Голы \| \| | Стадион: Локомотив, Симферополь Зрителей: 24 000 Судья: Михал Листкевич |
| СССР                      | 2:0 (1:0)                                                                      | Исландия                                                                |
| Беланов 15′, Протасов 52′ | Голы                                                                           |                                                                         |

| 15 ноября 1989   | \| СССР \| 2:0 (0:0) \| Турция \| \| Беланов 68′, 79′ \| Голы \| \| | Стадион: Локомотив, Симферополь Зрителей: 28 000 Судья: Д. Паули |
| СССР             | 2:0 (0:0)                                                           | Турция                                                           |
| Беланов 68′, 79′ | Голы                                                                |                                                                  |

| 15 апреля 1990 | \| СССР (женская) \| 0:0 (0:0) \| Норвегия (женская) \| | Стадион: Локомотив, Симферополь Зрителей: 6 100 Судья: В. Авдыш |
| СССР (женская) | 0:0 (0:0)                                               | Норвегия (женская)                                              |

### Украинский период

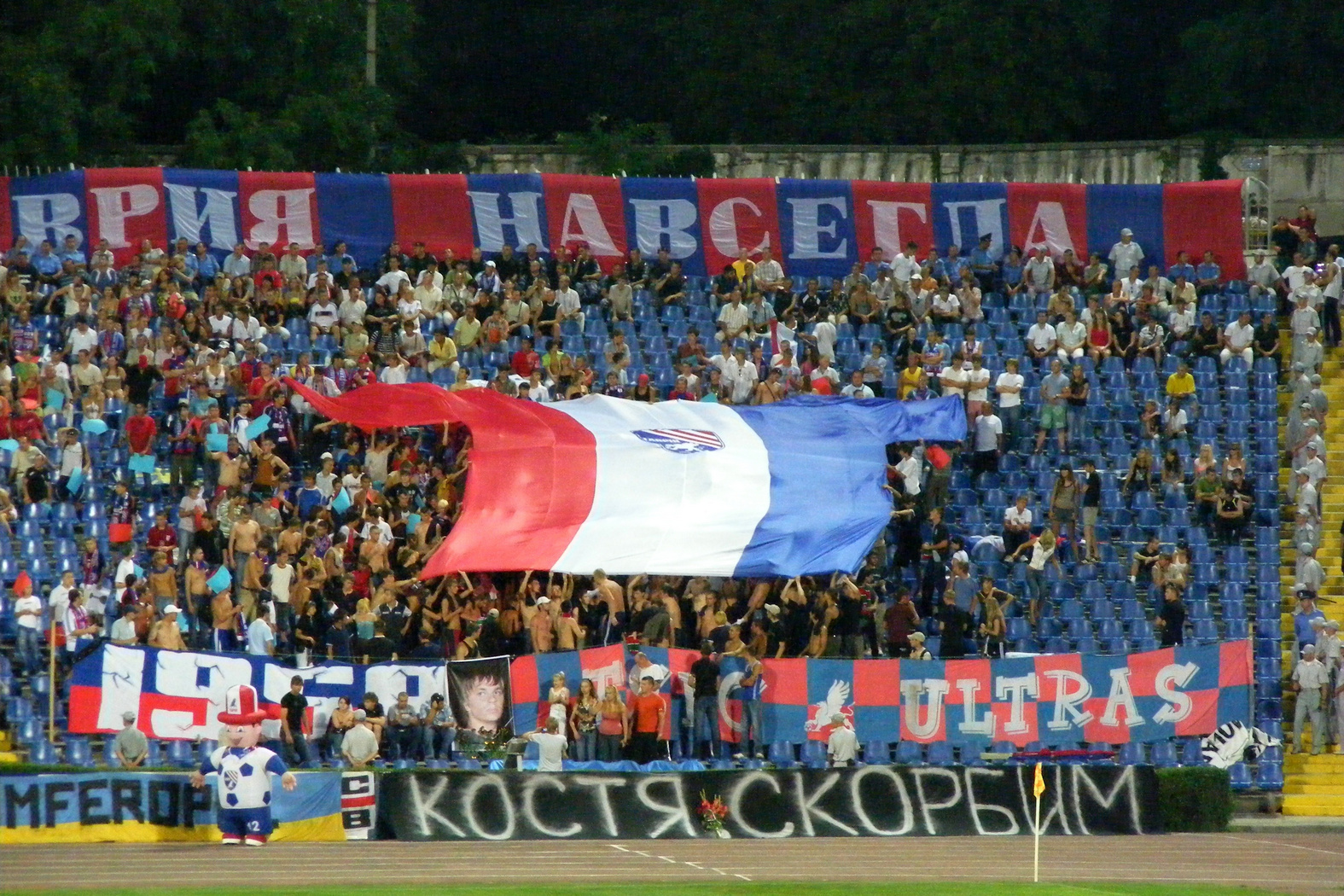
Фанатский сектор «Таврии» на стадионе «Локомотив», 2008 год

В 2000-е годы реконструкция стадиона обошлась в 3 миллиона долларов бюджетных средств.
После смерти Анатолия Заяева председателем Совета министров Крыма Анатолием Могилевым предлагалось назвать арену в честь многолетнего тренера «Таврии».
В сезоне 2010/11 «Локомотив» стал домашней ареной для «Севастополя» в связи с реконструкцией стадиона СКС.
Всего «Локомотив» принял 340 матчей чемпионата Украины. Последний матч в рамках Премьер-лиги Украины был сыгран на «Локомотиве» 1 мая 2014 года. Тогда «Таврия» принимала мариупольский «Ильичёвец», которому уступила со счётом 0:3.

### Российский период

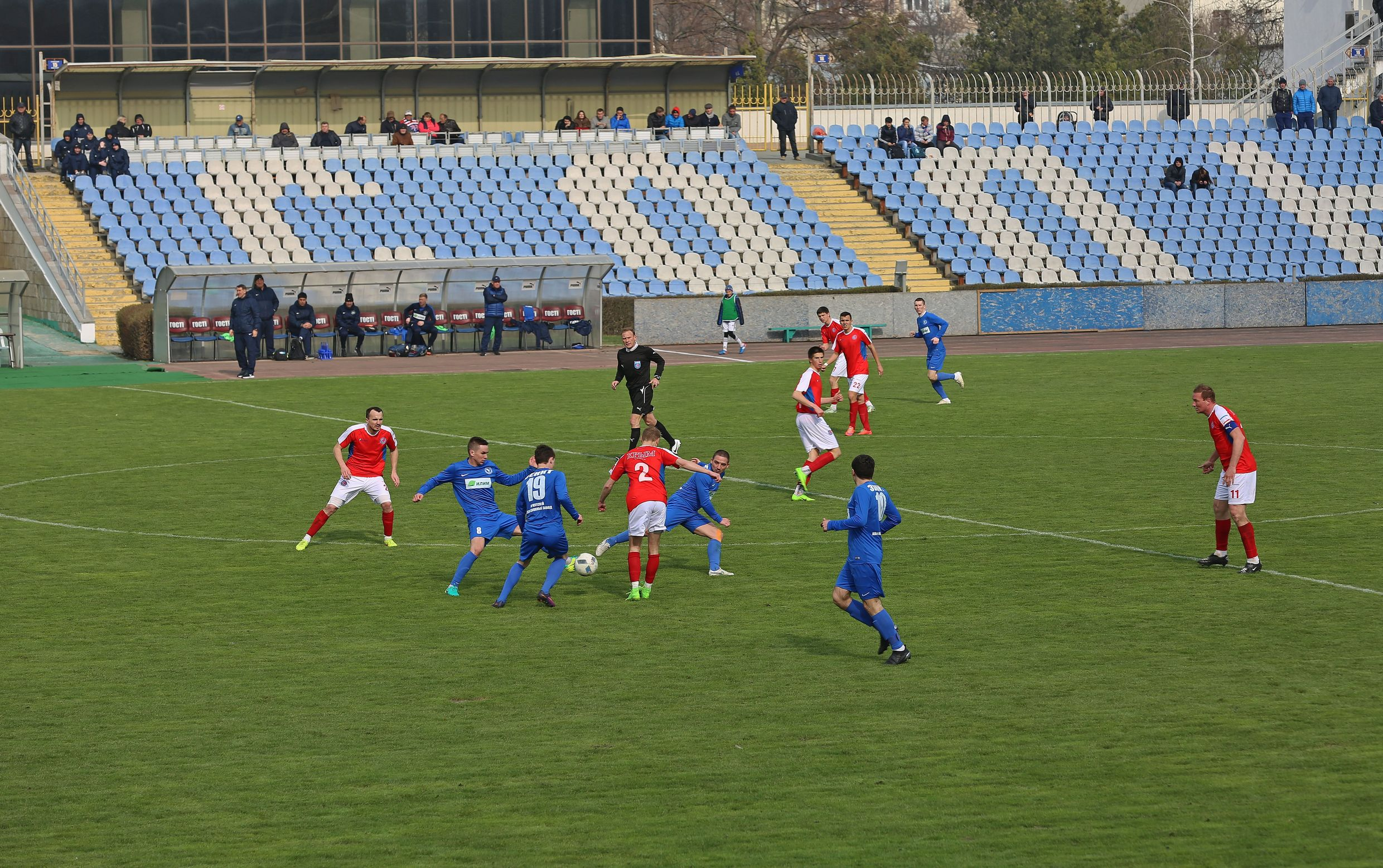
Матч в 2017 году

Новыми российскими властями полуострова стадион был назван «Центр спортивной подготовки сборных команд Республики Крым». Посещаемость стадиона на матчах Премьер-лиги Крымского футбольного союза составляет менее тысячи человек. В частности в сезоне 2023 года средняя посещаемость «Локомотива» составила 450 человек.
Побывавшая в 2015 году на полуострове комиссия УЕФА оценила стадион «Локомотив» как устаревший. Проектировочные работы по реконструкции стадиона были завершены в 2017 году, а в следующем 2018 году начались работы непосредственно на «Локомотиве». На его реконструкцию было выделено 194 миллиона рублей в рамках федеральной целевой программы «Развития культуры и спорта в РФ». Работы на объекте продолжились в течение почти четырёх лет и были завершены летом 2021 года.

## Площадка массовых концертных мероприятий
В Крымской области в 1973 году был организован 1-й всесоюзный фестиваль песни «Крымские зори». Выступали народные коллективы победители республиканских конкурсов. В нём приняли участие и профессиональные советские исполнители Ю. Гуляев, Т. Синявская, М. Магомаев, И. Кобзон, Т. Сорокина, К. Шульженко, М. Кодряну , Т. Миансарова.
Муслим Магомаев выступал на этом фестивале совместно с эстрадным оркестром Левона Мерабова и женским вокальным квартетом «Улыбка». На стадионе Локомотив на открытие фестиваля состоялась премьера «Торжественной песни» на слова Р. Рождественского.
Приглашёнными участниками 1-го фестиваля искусств были Э. Пьеха и С. Ротару, Ю. Богатиков и Полад Бюль-Бюль. Участвовали исполнители из Болгарии, Чехословакии, Польши и ГДР. Фестиваль «Крымские зори» открылся в Симферополе на стадионе «Локомотив» 15 августа 1973 года, а завершался в торжественной обстановке в Ялте.
В дальнейшем фестиваль стал ежегодным, а стадион Локомотив был его главной ареной. Фестиваль прекратил существование перед распадом СССР.
11 мая 1990 года в городе Симферополе на стадионе «Локомотив» состоялось выступление рок-группы Кино. Это было крупнейшее по числу зрителей рок-выступление в Крыму в позднем СССР.
В 2013 году концерт группы «Океан Эльзы» на стадионе «Локомотив» собрал 10 тысяч зрителей.